# Piramida Madoffa

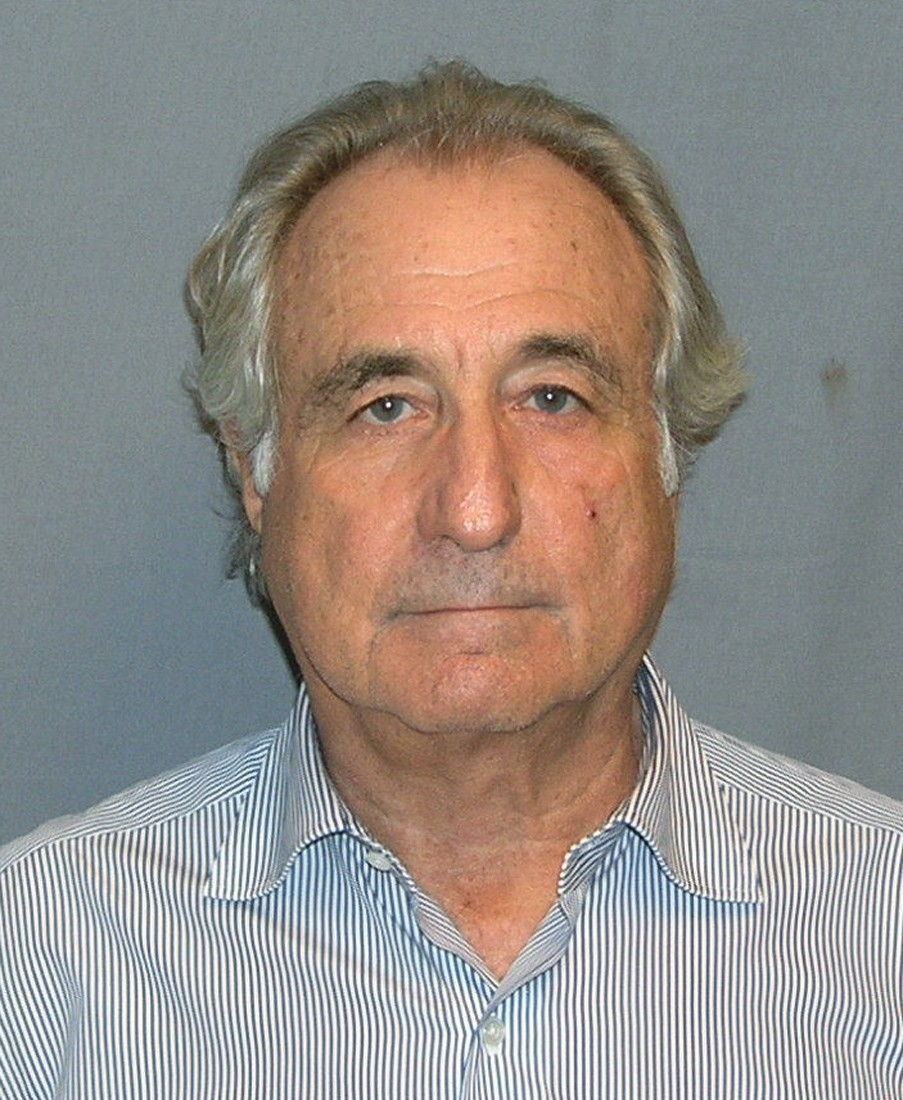
Madoff po aresztowaniu

Piramida Madoffa – piramida finansowa wykryta pod koniec 2008 roku. Stworzona została przez Bernarda Madoffa, który pozyskał jako klientów banki (m.in. HSBC, Fortis, Royal Bank of Scotland, BNP Paribas, UniCredit, Citigroup, JP Morgan, Bank of America, UBS), firmy i instytucje (Fairfield Greenwich Group, Uniwersytet Columbia, fundację Eliego Wiesela) oraz inwestorów prywatnych do lokowania pieniędzy w jego fundusz. Kiedy pieniądze trzeba było wypłacić, płacił z pieniędzy wpłacanych przez kolejnych klientów.
Fundusz Madoffa pierwotnie inwestował głównie w papiery wartościowe i nieruchomości, jednak likwidator firmy stwierdził, że przez ostatnie 13 lat swojej działalności fundusz w ogóle nie inwestował powierzonych środków. Amerykańska Komisja Papierów Wartościowych i Giełd (SEC) otrzymywała sygnały o nieprawidłowościach w działalności Madoffa, jednak nie zapobiegła powstaniu piramidy.
Fundusz miał charakter elitarny i należały do niego również osoby ze świata biznesu, polityki, kultury - można było do niego przystąpić wyłącznie mając rekomendację, a minimalna kwota inwestycji wynosiła 10 mln dolarów. Wśród oszukanych inwestorów znaleźli się m.in. przedsiębiorca budowlany Larry Silverstein, aktorzy John Malkovich i Kevin Bacon, żona Bacona Kyra Sedgwick, fundacja należąca do Stevena Spielberga, bejsbolista Sandy Koufax, senator Frank Lautenberg. Co najmniej dziesięciu inwestorów straciło po ponad miliard dolarów, a wszyscy inwestorzy łącznie stracili ok. 35 mld dolarów.
29 czerwca 2009 Bernard Madoff, mimo przyznania się do winy oraz wyrażenia skruchy, został skazany na 150 lat więzienia.